# Xã Capps Creek, Quận Barry, Missouri
Xã Capps Creek (tiếng Anh: Capps Creek Township) là một xã thuộc quận Barry, tiểu bang Missouri, Hoa Kỳ. Năm 2010, dân số của xã này là 630 người.